# Kutorejo (Tuban)
Kutorejo is een bestuurslaag in het regentschap Tuban van de provincie Oost-Java, Indonesië. Kutorejo telt 3490 inwoners (volkstelling 2010).